# إلياس إل. تي هاريسون
إلياس إل. تي هاريسون (بالإنجليزية: Elias L. T. Harrison)‏ هو مهندس معماري أمريكي، ولد في 1830، وتوفي في 1900.